# Michael Vindfeldt
Michael Vindfeldt, né le 22 décembre 1981 à Haderslev (Danemark), est un homme politique danois, membre de la Social-démocratie et maire de Frederiksberg depuis 2022.

## Biographie
Michael Vindfeldt suit des études de droit à l'université de Copenhague, dont il est diplômé en 2008.
Engagé au sein de la Social-démocratie, il est élu conseiller municipal de Frederiksberg lors des élections locales de novembre 2005. Il est réélu en novembre 2009 et novembre 2013,.
En avril 2015, il devient deuxième maire-adjoint de la ville après que Katrine Lester, tête de liste sociale-démocrate aux deux derniers scrutins, ait annoncé quitter ses fonctions en cours de mandat. En mai 2016, il est désigné comme tête de liste de son parti pour les élections municipales de novembre 2017. Lors du scrutin, sa liste remporte 16,0 % des suffrages, nettement distancée par celle du conservateur Jørgen Glenthøj (37,1 %) qui est reconduit comme maire.
Il est de nouveau tête de liste pour les élections municipales de novembre 2021. Les sociaux-démocrates arrivent alors en troisième position avec 17,0 % des suffrages, devancés par la Liste de l'unité (17,6 %) et le Parti populaire conservateur (40,3 %). Toutefois, les partis de gauche remportent ensemble une majorité de sièges au conseil municipal et, le lendemain du scrutin, un accord est trouvé entre les sociaux-démocrates, la Liste de l'unité, Radikale Venstre et le Parti populaire socialiste pour que Vindfeldt soit élu maire. Son élection marque la fin d'une période de 112 ans de gouvernance conservatrice de Frederiksberg.
Évoquant l'impact du système de péréquation sur les finances de la commune, il annonce une hausse des impôts municipaux, revenant ainsi sur sa promesse faite lors de la dernière campagne électorale de ne pas augmenter la fiscalité.
En 2024, la majorité municipale impose un seuil de 25 % de logements sociaux dans les nouvelles constructions.

## Distinctions
- Chevalier de l'ordre de Dannebrog